# Koenigsegg Agera RS
Koenigsegg Agera RS je bila predstavljena na avtomobilskem salonu v Ženevi leta 2015, skupaj s prototipno različico Koenigsegg Regera. Agera RS je napredna različica Agere R, ki uvaja nekatere nove tehnologije in značilnosti One: 1, združuje pa tudi značilnosti Agere R ter Agere S. Agera RS ima 5,0-litrski V8 motor, ki proizvede 1,160 KM, 865 kW. Opcijski 1-megavatni paket poveča moč motorja na 1,314 KM, 1,000 kW. Agera RS je omejena na 25 proizvodov. Vsako Agero RS si lastnik lahko v celoti prilagodi.
Agero RS so 4. aprila 2018 umaknili s proizvodne linije.